# Bryson DeChambeau
Bryson James Aldrich DeChambeau (* 16. September 1993 in Modesto, Kalifornien) ist ein US-amerikanischer Berufsgolfer, der auf der LIV Tour spielt. Seine bisher größten Erfolge waren die Gewinne der U.S. Open in den Jahren 2020 und 2024.

## Kindheit und Familie
DeChambeau wurde in Modesto, Kalifornien, als Sohn von John Howard Aldrich DeChambeau und Janet Louise Druffel geboren. Im Alter von sieben Jahren zog die Familie nach Clovis, Kalifornien, wo Bryson aufwuchs und die Clovis East High School besuchte. Er hat einen älteren Bruder namens Garrett DeChambeau.
Sein Vater, Jon DeChambeau, war selbst ein talentierter Golfspieler. Er spielte College-Golf an der University of Arizona und nahm zwischen 1987 und 1991 an mehreren PGA-Tour-Events teil. Später arbeitete er als Assistant Golf Pro und war in verschiedenen Positionen in der Golfbranche tätig. Jon litt seit den 1990er Jahren an Diabetes, was schließlich 2014 zum Versagen beider Nieren führte. Im März 2017 erhielt er eine Nierentransplantation von seinem ehemaligen Highschool-Golfpartner Ron Bankofier, den er während eines Turniers seines Sohnes wiedertraf. Trotz gesundheitlicher Herausforderungen unterstützte Jon seinen Sohn weiterhin und verfolgte dessen Karriere aufmerksam. Er verstarb im November 2022 im Alter von 63 Jahren.
Brysons Mutter, Jan DeChambeau, arbeitete im Vertrieb, unter anderem für die Matratzenfirma Serta. Während der gesundheitlichen Probleme ihres Ehemanns übernahm sie viele Pflegeaufgaben und unterstützte gleichzeitig Brysons Golfkarriere. Bryson beschrieb sie als „Heilige“, die die Familie durch schwierige Zeiten führte.
Die Familie DeChambeau spielte eine zentrale Rolle in Brysons Entwicklung sowohl als Mensch als auch als Golfspieler. Die Unterstützung seiner Eltern und die Erfahrungen in seiner Kindheit prägten seinen Weg zum Profisportler maßgeblich.

## Karriere
DeChambeau debütierte im Sommer 2015 als Amateur auf der PGA Tour. Im Früherjahr war er erstmals als Berufsgolfer auf der PGA Tour unterwegs. Dort blieb er bis zum Sommer 2022, als er sich der LIV-Tour anschloss.
Seinen ersten Titel gewann er 2017 bei den John Deere Classic. Als Amateur war DeChambeau der erst fünfte Spieler überhaupt, der in einem Jahr sowohl die Meisterschaft der NCAA Division I als auch die US Amateur Open gewinnen konnte. Mit seinem Sieg bei den U.S. Open 2020 war er zudem nach Jack Nicklaus und Tiger Woods der erst dritte Spieler, der diese drei Meisterschaften gewann, und der sechste Spieler, der sowohl die US Amateur als auch die U.S. Open gewann. 2024 gewann DeChambeau mit einem Schlag Vorsprung vor Rory McIlroy seinen zweiten U.S. Open-Titel.
In der Komödie Happy Gilmore 2 von 2025 spielt er sich selbst.

## Spielweise
DeChambeau ist für seine analytische Herangehensweise an den Sport bekannt und hat den Spitznamen „Mad Scientist“ (zu dt.: der verrückte Wissenschaftler) erhalten. Seine Golfschläger wurden speziell nach seinen Vorgaben entworfen und haben alle einen gleich langen Schaft. Zudem sind die Griffe dicker als bei handelsüblichen Golfschlägern und der Loft seines Drivers ist flacher. Im Jahr 2020 trainierte er sich während des ersten Lockdowns der COVID-19-Pandemie 20 Kilogramm Muskelmasse an und veränderte seinen Schwung, was zu einer signifikanten Steigerung seiner Schlagweite führte. DeChambeau war mit einer durchschnittlichen Abschlagslänge von 337.8 Yards (etwa 309 Meter) der weiteste Abschläger der PGA Tour 2020. Seit der Umstellung seines Schwungs und der Muskelzunahme konnte DeChambeau neben den U.S. Open die Rocket Mortgage Classic (2020) und das Arnold Palmer Invitational (2021) gewinnen.

## Turniersiege (14)

### Major-Championship-Siege (2)
- 2020: U.S. Open
- 2024: U.S. Open

### PGA-Tour-Siege (7)
- 2017: John Deere Classic
- 2018: Memorial Tournament, The Northern Trust, Dell Technologies Championship, Shriners Hospitals for Children Open
- 2020: Rocket Mortgage Classic
- 2021: Arnold Palmer Invitational

### European-Tour-Siege (1)
- 2019: Omega Dubai Desert Classic

### Web.com-Tour-Siege (2)
- 2016: DAP Championship

### LIV-Golf-Siege (3)
- 2023: LIV Golf Greenbrier, LIV Golf Chicago
- 2025: LIV Golf Korea

## Resultate bei Major-Turnieren
| Tournament            | 2015 | 2016  | 2017 | 2018 |
| --------------------- | ---- | ----- | ---- | ---- |
| Masters Tournament    |      | T21LA |      | T38  |
| U.S. Open             | CUT  | T15   | CUT  | T25  |
| The Open Championship |      |       | CUT  | T51  |
| PGA Championship      |      |       | T33  | CUT  |

| Tournament            | 2019 | 2020 | 2021 | 2022 | 2023 | 2024 | 2025 |
| --------------------- | ---- | ---- | ---- | ---- | ---- | ---- | ---- |
| Masters Tournament    | T29  | T34  | T46  | CUT  | CUT  | T6   | T5   |
| PGA Championship      | CUT  | T4   | T38  |      | T4   | 2    | T2   |
| U.S. Open             | T35  | 1    | T26  | T56  | T20  | 1    | CUT  |
| The Open Championship | CUT  | NT   | T33  | T8   | T60  | CUT  | T10  |

LA= Bester Amateur

CUT = am Cut gescheitert

"T" = geteilter Rang

NT = COVID-19